# 羅茲多里日涅
49°41′51″N 24°50′35″E / 49.69750°N 24.84306°E
羅茲多里日涅（烏克蘭語：Роздоріжне），是烏克蘭西部的村莊，隸屬利維夫州的佐洛奇夫區。該村面積0.11平方公里，海拔高度400米，2021年人口12，人口密度每平方公里129.63人。